# Odin kürtjei

A Snoldelev-kőn található szimbólum

Odin kürtjei (más néven Odin hármas kürtje) egy ősi északi szimbólum, amely három egymásba kapcsolódó ivókürtből áll. A szimbólum elsősorban északi régészeti leleteken jelenik meg, és Odin istenhez kötik.

## Eredet és történelmi kontextus
A szimbólum a germán vaskorból és a viking korból (kb. Kr. u. 500 - Kr. u. 1100) származó különböző régészeti leleteken jelenik meg. Figyelemre méltó példák a dániai Snoldelevben található kőfaragványok és a Skandináviában található fémdíszművek. Ez a szimbólum hasonlóságot mutat a Triszkelionnal.
A három egymásba nyíló ivókürt valószínűleg Odinnak a Költészet mézsörének keresésére utal, ahogyan azt Snorri Sturluson a 13. században írt Prózai Eddájában feljegyezte. E mítosz szerint Odin úgy lopta el a költői képességeket adó mézsört, hogy ivott a Óðrœrir, Boðn és Són nevű edényből.

## Szimbolika és értelmezés
A hármas kürt jelképezi:
1. Odin kapcsolatát a bölcsességgel, az inspirációval és a költői tudással [6]
2. A Költészet mézsörének mítoszából a három ivást [5]
3. Valószínűleg az északi kozmológia három világának szimbolikus ábrázolását: Asgard, Midgard és Niflheim[7]

A régészeti bizonyítékok arra utalnak, hogy a szimbólumot vallási kontextusban és Odin tiszteletére rendezett rituálékon használhatták. A tudósok azonban vitatják, hogy az eredeti jelentése megfelel-e a középkori izlandi szövegekben található későbbi értelmezéseknek.

## Modern használat
A szimbólum újjáéledt a következőknek köszönhetően:
- Kortárs északi pogány és Ásatrú vallási mozgalmak[8][2]
- Skandináv kulturális örökségvédelmi szervezetek [1]
- Popkultúra, beleértve az északi mitológiát bemutató filmeket és sorozatokat, irodalmat és videojátékokat.[9]

## Fordítás
Ez a szócikk részben vagy egészben  az   Odin's Horns című angol Wikipédia-szócikk ezen változatának fordításán alapul.  Az eredeti cikk szerkesztőit annak laptörténete sorolja fel. Ez a jelzés csupán a megfogalmazás eredetét és a szerzői jogokat jelzi, nem szolgál a cikkben szereplő információk forrásmegjelöléseként.

## References
1. 1 2  Thornton, Astrid: Odin’s Horn: The Meaning and History of this Viking Symbol (2025) (amerikai angol nyelven). Seek Scandinavia, 2022. szeptember 27. (Hozzáférés: 2025. március 15.)
2. 1 2  Rhys, Dani: What Is the Triple Horn of Odin? – History and Meaning (amerikai angol nyelven). Symbol Sage, 2023. február 20. (Hozzáférés: 2025. március 15.)
3. ↑  Mark: Norse-Viking Symbols & Meanings (angol nyelven). World History Encyclopedia. (Hozzáférés: 2025. március 1.)
4. 1 2  Histories, Medieval: Odin with Horns, Birds or Dragons? (brit angol nyelven). Medieval Histories, 2016. október 7. (Hozzáférés: 2025. március 15.)
5. 1 2  The Mead of Poetry (amerikai angol nyelven). Norse Mythology for Smart People. (Hozzáférés: 2025. március 15.)
6. ↑  The Meaning Behind The Horns Of Odin - NorseMythologist (amerikai angol nyelven), 2022. október 3. (Hozzáférés: 2025. március 1.)
7. 1 2  Norse Viking Symbol: Horn Triskelion, Three Interlocked Horns. www.vikingrune.com. (Hozzáférés: 2025. március 15.)
8. ↑  Ásatrú. (Hozzáférés: 2025. március 1.)
9. ↑  Triple Horn of Odin: Symbolism & Mystery (amerikai angol nyelven). Viking Style, 2024. január 30. (Hozzáférés: 2025. március 1.)